# Nachal Anin
Nachal Anin (hebrejsky: נחל אנין) je krátké vádí v severním Izraeli, cca 4 kilometry jižně od Galilejského jezera.
Začíná v nadmořské výšce okolo 0 metrů, na východních svazích hřbetu Ma'ale Elot, poblíž vyhlídkové plošiny Micpe Levi Eškol. Pak vádí směřuje k východu, míjí archeologickou lokalitu Churvat Anin (חרבת אנין), a rychle sestupuje do příkopové propadliny řeky Jordán. Do ní ústí na severním okraji obce Menachemija.